# Jedah Dohma
Jedah Dohma (ジェダ・ドーマ, Jeda Dōma) est un personnage de la série de jeux vidéo de combat Darkstalkers,. Le personnage est le principal antagoniste et boss de Vampire Savior: The Lord of Vampire.
En dehors de la licence Darkstalkers, Jedah Dohma apparait dans Capcom Fighting Jam sorti en 2004, un jeu composé avec des personnages issus de l'univers des jeux de combat de Capcom. Jedah apparait également dans les RPGs Cross Edge paru en 2009 et Project X Zone paru en 2012. Jedah est présent dans le jeu de combat Marvel vs. Capcom: Infinite sorti en 2017, disponible en tant que personnage jouable Capcom,.